# アリマウマノスズクサ

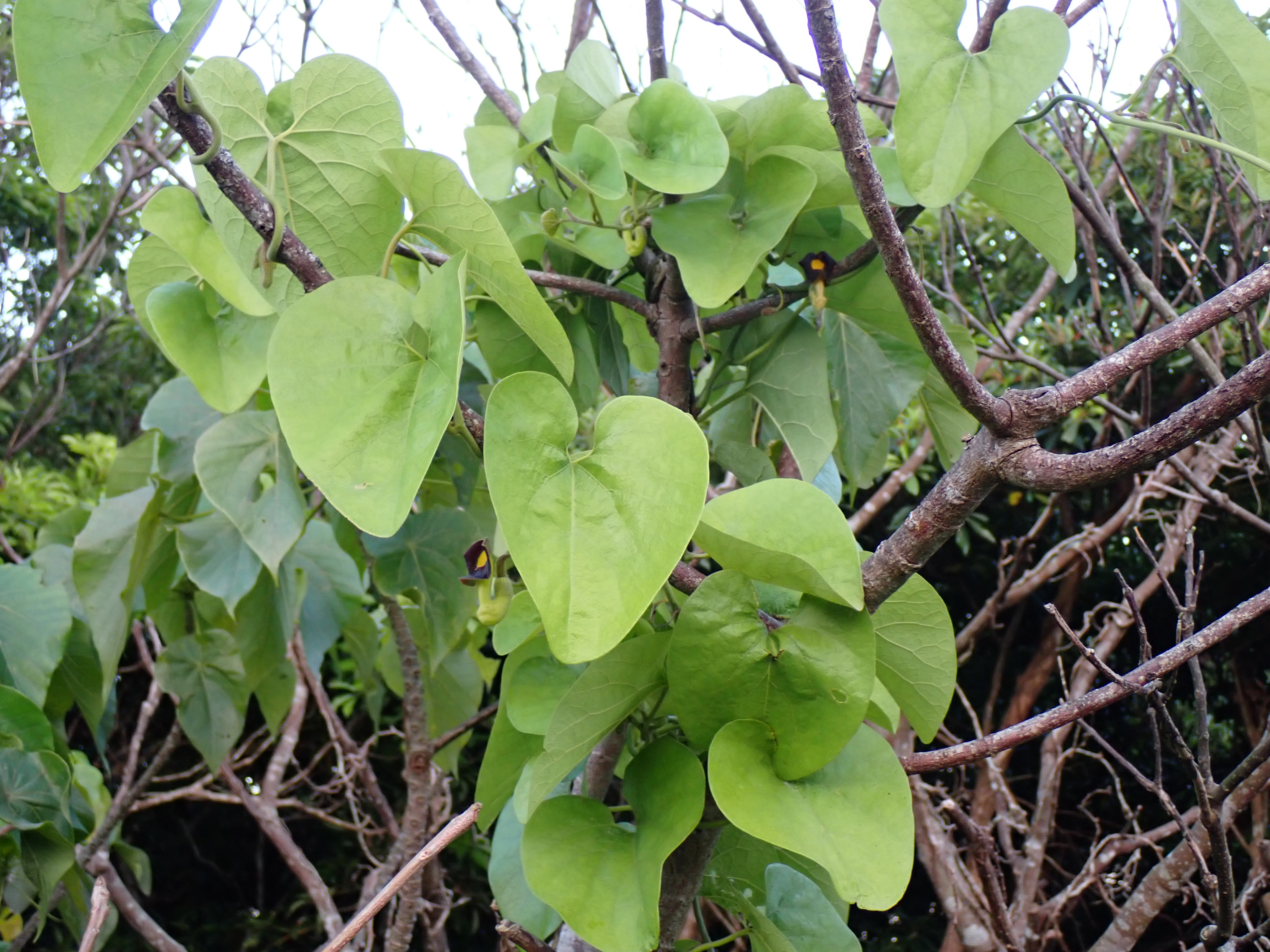
アリマウマノスズクサ（2025年2月 沖縄県石垣市 バンナ公園）

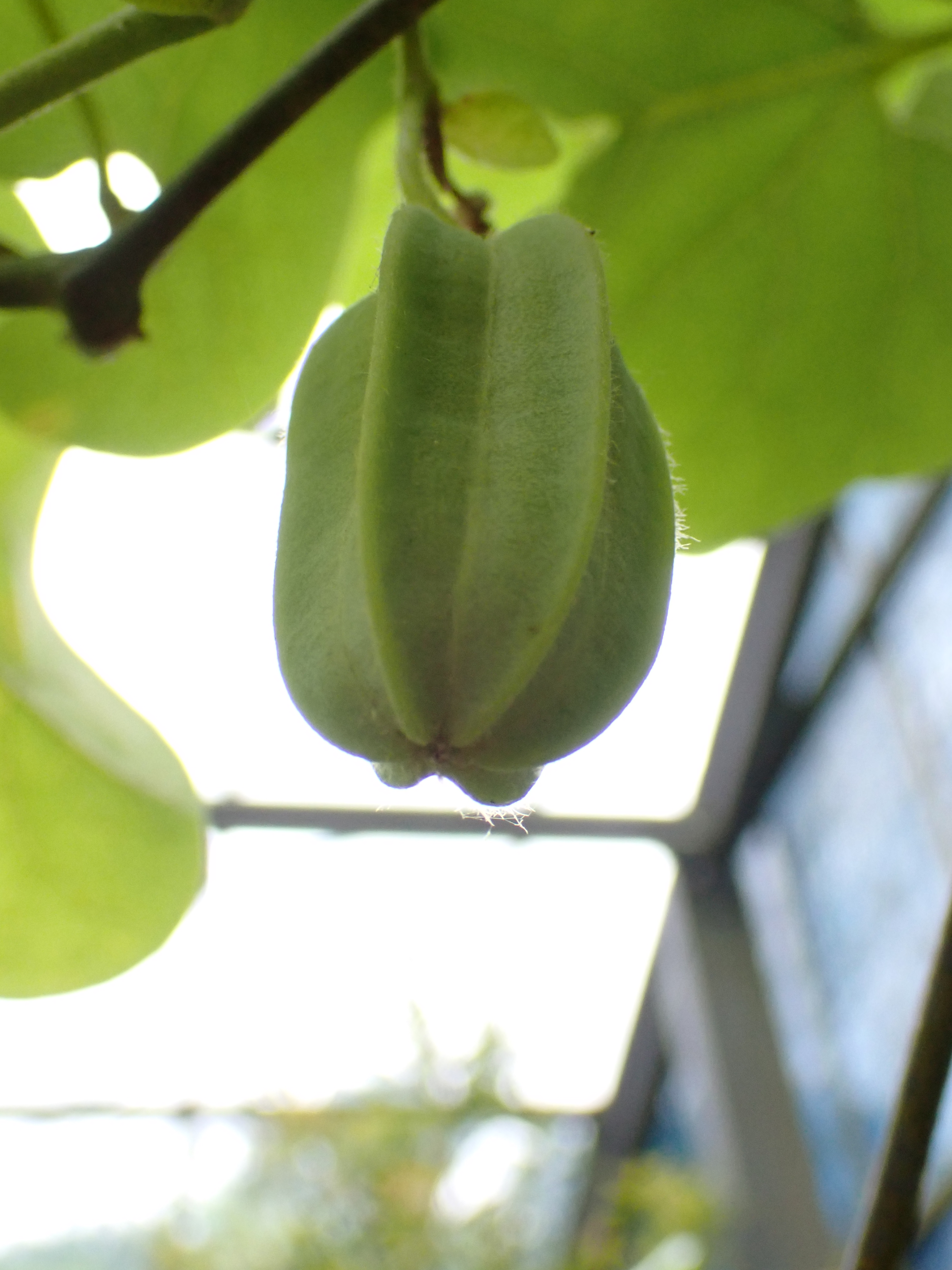
6稜が目立つ果実（2025年3月 沖縄県石垣市 バンナ公園 植栽）

アリマウマノスズクサ（学名：Aristolochia shimadae）はウマノスズクサ科ウマノスズクサ属の木本性つる植物。

## 特徴
長さ2–5 m。葉は長さ6–15 cm、全縁で互生する。葉裏や葉柄、若枝に毛が密生する。花は左右相称で花被は筒状に合着し、途中でくびれる。唇部（舷部）は黒紫色でやや反り、内部の黄色部分との境界が明瞭。開花期は5–6月。果実はリュウキュウウマノスズクサと同様に6稜が目立つ形で、熟すと先端側から6裂する。
本土産の個体は葉が3裂するとされるが心形葉もみられ、同様に葉形が変異に富むオオバウマノスズクサと類似し区別が難しい。各種の同一個体内においても心形葉と3裂葉の双方が観察されることからも、葉形による同定は困難で、両種の判別には花形態の確認が必須。また沖縄産の個体の葉は3裂せず心形で、リュウキュウウマノスズクサの葉形に似て区別が難しい。

## 分布と生育環境
兵庫県（六甲山系）、九州北部（長崎・佐賀・熊本）に点在し、沖縄県久米島と先島諸島に分布。海外は台湾に分布。

## 利用
本種を含むウマノスズクサ属の植物は有毒植物で、本種もジャコウアゲハなどの食草となっている。